# العلاقات الأرجنتينية الغيانية
العلاقات الأرجنتينية الغيانية هي العلاقات الثنائية التي تجمع بين الأرجنتين وغيانا.

## مقارنة بين البلدين
هذه مقارنة عامة ومرجعية للدولتين:
| وجه المقارنة                                              | الأرجنتين                                               | غيانا        |
| --------------------------------------------------------- | ------------------------------------------------------- | ------------ |
| المساحة (كم2)                                             | 2.78 مليون                                              | 214.97 ألف   |
| عدد السكان (نسمة)                                         | 44.27 مليون                                             | 777.86 ألف   |
| الكثافة السكانية (ن./كم²)                                 | 15.92                                                   | 3.62         |
| العاصمة                                                   | بوينس آيرس                                              | جورج تاون    |
| اللغة الرسمية                                             | اللغة الإسبانية                                         | لغة إنجليزية |
| العملة                                                    | البيزو الأرجنتيني 1983 ‏، بيزو أرجنتيني، أسترال أرجنتيني | دولار غياني  |
| الناتج المحلي الإجمالي (بليون دولار)                      | 637.59 مليار                                            | 3.68 مليار   |
| الناتج المحلي الإجمالي (تعادل القوة الشرائية) بليون دولار | 883.02 مليار                                            | 5.77 مليار   |
| الناتج المحلي الإجمالي الاسمي للفرد دولار أمريكي          | 13.43 ألف                                               | 4.13 ألف     |
| الناتج المحلي الإجمالي للفرد دولار أمريكي                 |                                                         |              |
| مؤشر التنمية البشرية                                      | 0.827                                                   |              |
| رمز المكالمات الدولي                                      | +54                                                     | +592         |
| رمز الإنترنت                                              | .ar                                                     | .gy          |
| المنطقة الزمنية                                           | 00                                                      | 00           |

## منظمات دولية مشتركة
يشترك البلدان في عضوية مجموعة من المنظمات الدولية، منها:
| علم المنظمة | اسم المنظمة                                                          | تاريخ انضمام الأرجنتين | تاريخ انضمام غيانا |
| ----------- | -------------------------------------------------------------------- | ---------------------- | ------------------ |
|             | مؤسسة التنمية الدولية                                                | 3 أغسطس 1962           | 4 يناير 1967       |
|             | يونسكو                                                               | 15 سبتمبر 1948         | 21 مارس 1967       |
|             | مؤسسة التمويل الدولية                                                | 13 أكتوبر 1959         | 4 يناير 1967       |
|             | منظمة حظر الأسلحة الكيميائية                                         | ?                      | ?                  |
|             | الأمم المتحدة                                                        | 24 أكتوبر 1945         | 20 سبتمبر 1966     |
|             | الاتحاد الدولي للاتصالات                                             | 1889                   | 8 مارس 1967        |
|             | منظمة الشرطة الجنائية الدولية                                        | ?                      | ?                  |
|             | البنك الدولي للإنشاء والتعمير                                        | 20 سبتمبر 1956         | 26 سبتمبر 1966     |
|             | الاتحاد البريدي العالمي                                              | ?                      | ?                  |
|             | المركز الدولي لتسوية المنازعات الاستشارية                            | 18 نوفمبر 1994         | 10 أغسطس 1969      |
|             | وكالة ضمان الاستثمار متعدد الأطراف                                   | 11 فبراير 1992         | 18 يناير 1989      |
|             | وكالة حظر الأسلحة النووية في أمريكا اللاتينية ومنطقة البحر الكاريبي ‏ | ?                      | ?                  |
|             | منظمة التجارة العالمية                                               | ?                      | ?                  |
|             | اتحاد دول أمريكا الجنوبية                                            | ?                      | ?                  |

## وصلات خارجية
- موقع وزارة الخارجية الأرجنتينية
- موقع وزارة الخارجية الغيانية